# IAd
iAd（アイアド）とはAppleが開発したiPhone、iPod touch、iPad系列の携帯機器に対応したモバイル広告プラットフォームである。2016年6月30日をもってサービスを終了した。

## 概要
iAdは、AppleがiOSに組み込んで提供しているモバイル向けのアドネットワークであり、サードパーティーの開発者が自身のアプリケーションに広告を直接組み込むことができた。
Apple自身による運営・販売で、iAdプラットフォームはグーグルのモバイル広告サービスAdMobとの競走が期待されていた。AdMobと同様、iAdもApp Storeで販売されているアプリケーションに広告を統合することを容易にしており、もしユーザーがiAdのバナーをタップした場合、アプリケーション内に全画面の広告が表示される形式でSafariを立ち上げる他の広告と異なる。広告は他の広告サービスよりもよりインタラクティブになることを約束し、ユーザーは広告をいつでも閉じてアプリケーションに戻ることができる。AppleCEOのスティーブ・ジョブズは当初、広告収入からのAppleの取り分は「業界標準」のラインとされる40%であり、残る60%が開発者のものになるとしていたが、後に開発者の取り分を70%に引き上げている。iAdは無料アプリケーションと共に利益を上げることが期待されていた。

### 評価
他社の競合サービスに対してiAdは苦戦しており、アメリカの2011年モバイル向け広告市場シェアは、1位のグーグル（24%）と2位のミレニアルメディア（17%）に継ぐ3位（15%）に留まったと報じられた。2013年末の時点でもマーケターの反応も芳しくないとされる。

## 歴史
- 2010年
  - 3月 - モバイル広告企業のクアトロワイヤレスを買収。
  - 4月8日 - iOS 4の一部としてiAdを6月21日にリリースすると発表。
  - 6月7日 - WWDC2010の基調講演で、リリースの延期やiPadへの対応が秋になると発表。
  - 7月1日 - iOS 4.0でiAdをiPhone、iPodのみで開始。
  - 11月 - iOS 4.2(.1)でiPad対応のiAdを開始（iPadで表示された最初のコマーシャルプラットフォームは、映画「トロン: レガシー」の宣伝）。
  - 12月 - イギリスとフランスで開始。
- 2011年
  - 1月 - ドイツで開始。
  - 2月 - 小口の広告主を取り込むために広告契約最低額を50万ドルに値下げ。
  - 7月8日 - 競争相手に流れた大口の広告主（特にシティグループやアメリカ合衆国の流通業者であるJ.C.ペニー）を取り戻すために広告契約最低額を30万ドルに値下げ[14]。
  - 8月 - 日本でiPhone向けに「iAd for Brands」を開始（最初の広告主はトヨタ自動車[15]）。
- 2012年
  - 1月18日 - 日本で「iAd for Developers」を開始。
  - 2月 - Googleとの争いにより広告契約最低額を10万ドルに値下げ。Apple向けモバイル広告の開発者の広告収入取り分が70%に[11]。
- 2016年
  - 1月15日 - 2016年6月30日をもってiAd事業から撤退することを発表[2]。